# Sundasciurus steerii
Sundasciurus steerii är en däggdjursart som först beskrevs av Albert Günther 1877.  Sundasciurus steerii ingår i släktet sundaekorrar, och familjen ekorrar. IUCN kategoriserar arten globalt som livskraftig. Inga underarter finns listade i Catalogue of Life.
Individerna blir med svans 359 till 375 mm långa och svanslängden är 149 till 173 mm. Sundasciurus steerii har 41 till 46 mm långa bakfötter och 18 till 20 mm stora öron. Ovansidan är täckt av intensiv rödbrun päls och den ljusare pälsen på undersidan har en orangeröd färg. Arten har den för ekorrar typiska yviga svansen och en nagel vid den korta tummen medan alla andra fingrar har klor. I varje käkhalva finns en framtand.
Arten förekommer endemisk på Filippinernas västra öar, bland annat på sydvästra Palawan. Den lever i olika slags skogar och besöker trädodlingar samt trädgårdar. Där betraktas den som skadedjur.